# Jaume Villanueva i Astengo
Jaume Villanueva i Astengo  (Xàtiva, 1763 - Londres, 1824) fou un frare dominic, teòleg i erudit valencià, coautor del Viage literario a las iglesias de España amb el seu germà Joaquim Llorenç Villanueva i Astengo. Va mantenir correspondència amb el monjo benedictí Roc d'Olzinelles i Miquel, darrer arxiver del Monestir de Ripoll.

## Biografia
Jaume Villanueva i Astengo fou fill de l'enquadernador de llibres aragonès José Villanueva y Salvador, descendent d'hisendats i nascut a Olba (Terol), i de la italiana Catalina Astengo Badi, natural de Taurani (República de Gènova), casats a València i residents a Xàtiva. Seguint els passos del seu germà, va estudiar humanitats a Oriola i allí va ingressar en l'Orde dels Predicadors. Va exercir la docència en col·legis dominics de València i Madrid i va ser membre de la Reial Acadèmia de la Història. Des de 1802 va forjar amb el seu germà Joaquim Llorenç un ambiciós projecte literari, la publicació, patrocinada pel secretari d'estat Pedro Cevallos d'un De antiquis Hispanae Ecclesiae ritibus en diversos toms que va acabar titulant Viage literario a las iglesias de España (deu volums 1803–21), obra que havia de recollir tots els ritus litúrgics i cerimònies religioses antigues de l'església espanyola en un itinerari prèviament marcat. El projecte es va ampliar posteriorment per reunir tot aquell document important per a la història eclesiàstica espanyola o la història d'Espanya en general, com cartes de poblament, poesies o cròniques. Una Reial Ordre va autoritzar-lo a viatjar per tot Espanya «perquè dels arxius i biblioteques de comunitats del Regne recollís els documents convenients». La seva missió fonamental era extreure les còpies que fossin necessàries d'arxius i biblioteques, garantint-se a la vegada, una pensió mensual «per a les despeses que s'oferissin».
Va visitar els arxius de catedrals i convents de Catalunya, el País Valencià, les Illes Balears i punts d'Andalusia, i anava enviant cartes amb els seus descobriments al seu germà, que els anotava per fer l'obra. La intenció de l'obra era política: fonamentar el regalisme de l'església espanyola; i la seva metodologia, la del criticisme il·lustrat. El seu principal objectiu era demostrar que en els primers temps del cristianisme no existia la uniformitat dels ritus que s'observaven al començament del segle xix. Referent a això, els germans Villanueva van ressaltar quatre punts: primer, que des del naixement de l'Església hi va haver diversitat de cerimònies de la litúrgia i dels ritus de l'ofici eclesiàstic. Segon, que aquesta diversitat de ritus no s'oposava a la unitat de la religió. Tercer, que l'ordre romà, degudament adoptat a Espanya, mereixia ser tractat particularment per cadascuna de les diòcesis i d'això en resultava una «admirable varietat». I quart, que les cerimònies instituïdes pels eclesiàstics estaven subjectes «a mudança», com ho demostraven moltes de les que havien sigut abolides, alterades i restablertes per sínodes o mandats, cosa que demostraven els arxius investigats.
Entre 1803 i 1806 es van publicar a Madrid els sis primers toms de cartes sota el nom de Joaquim Llorenç, el seu germà, que va prologar l'obra i va introduir-ne algunes notes. La Guerra del Francès va interrompre el seu treball i Jaume Villanueva va romandre amb el seu germà a Cadis, on el germà va ser diputat i ell va redactor del Diario de sesiones fins a 1813, fet que li va valer constants enfrontaments amb els realistes; en tornar l'absolutisme es va retirar al convent de les Magdalenes de València i es va dedicar a la predicació. El 1819 va publicar Sermón que en las exequias de la reina de España doña Isabel de Braganza.. dijo.... L'editor liberal Mariano de Cabrerizo li va encarregar la traducció de l'Itinerario descriptivo de las provincias de España d'Alexandre de Laborde.
El 1820 el govern constitucional li va encarregar reprendre els seus treballs i Villanueva es va secularitzar per realitzar amb més llibertat l'obra de la seva vida. Pedro Juan Mallén va donar a l'estampa la Noticia del Viage literario a las iglesias de España, emprendido de orden del rey, en el año 1802, escrita en el de 1814 (València, 1820), escrita per ell, i el 1821 va publicar també a València els volums VI al X. El 15 d'abril del mateix any les Corts el van reposar, a petició del seu germà diputat Joaquim Llorenç, en el càrrec de Mestre, per al qual havia estat vetat el 1815. El 1822 van nomenar Joaquim ambaixador davant la Santa Seu i els dos germans van marxar cap a Itàlia, però el papa no va concedir el plàcet diplomàtic i van haver de tornar, encara que no sense visitar abans els seus parents genovesos. En 1823 va haver de marxar a l'exili amb els altres liberals de la seva família; a Londres va freqüentar amb el seu germà la tertúlia del llibreter Vicent Salvà. Va fundar i va redactar al costat de Joaquim i José Canga Argüelles la revista Ocios de Españoles emigrados fins a la seva mort, el 14 de novembre de 1824 a casa del seu amic Vicente Salvà. Va deixar alguns manuscrits, com Memorias cronológicas de los Condes de Urgel. La resta toms del Viage literario fins al XXII es van publicar pòstums entre 1850 i 1852. Se li atribueixen les Observaciones del C. Vern... sobre la Apología del Altar y del Trono que escribió el Ilmo. Sr. D. Fr. Rafael Vélez, Obispo de Ceuta.